# Arnaldo I de Cominges
Arnaldo I de Cominges (c. 900 - 27 de Novembro de 957) foi conde de Cominges e de Carcassona.

## Relações familiares
Foi filho de García Aznar de Cominges e Couserans (898 -?) e de uma senhora cujo nome a história não regista. Casou com Arsinda de Carcassona, condessa herdeira de Carcassona e de Razès (900 — 970), filha de Acfredo II de Carcassona (860 - 933) e de Arsinda de Narbona, de quem teve:
1. Arsinda de Cominges, casada com Guilherme I da Provença, conde da Provença.
2. Rogério I de Carcassona (940 - 1012) casado com Adelaide de Ruergue (950 - 1011), filha de Raimundo II de Tolosa e Ruergue,[3][4] conde de Ruergue e de Tolosa e de Berta de Arles, senhora de Arles.
3. Otão de Razès.
4. Raimundo de Cominges.
5. Luís de Cominges.
6. Ademar de Cominges.
7. Garcia de Cominges.
8. Amélio de Cominges